# Жанаарка
Жанаарка́ (каз. Жаңаарқа, до 27 февраля 2020 года именовался Атасу́) — посёлок в Жанааркинском районе Улытауской области Казахстана. Административный центр и единственный населённый пункт Атасуской поселковой администрации. Код КАТО — 354430100.
Расположен в 170 км юго-западнее Караганды, в верховьях реки Сарысу. Железнодорожная станция Жана-Арка на линии Жарык — Жезказган.
Добыча железной руды для карагандинских металлургических заводов. Ввод в эксплуатацию нефтепровода «Атасу-Алашанькоу» стал одним из важнейших событий 2006 года. Нефтепровод имеет общую длину 965,1 км, диаметр 813 мм. Изначальная пропускная способность трубопровода составляет 10 млн т/год. В состав нефтепровода входят: ГНПС Атасу, КУУН Алашанькоу.
В 50 км от Жанаарки находятся источники, называемые Атасуские минеральные воды.
В 1999 году произошло 2 аварийных запуска ракет-носителей «Протон» 5 июля и 27 октября, последний сопровождался падением ракеты в 25 км к северо-востоку от посёлка, что привело к заражению 394,6 тыс. га.

## История
Весной 1941 года Атасу получил статус рабочего посёлка.

## Население
В 1999 году население посёлка составляло 14 281 человек (6864 мужчины и 7417 женщин). По данным переписи 2009 года в посёлке проживало 14 265 человек (6958 мужчин и 7307 женщин).
На начало 2019 года население посёлка составило 17 559 человек (8689 мужчин и 8870 женщин).

## Известные личности
В посёлке родились известные в Казахстане личности как Махмут Акбиев, Акселеу Сейдимбек, Кайрат Байбосынов.